# António José de Amorim
António José de Amorim (Coimbra, 16 de julho de 1801 — Angra do Heroísmo, 12 de agosto de 1877) foi um militar e político português.

## Biografia
O Dr. António José de Amorim, cursava o 4.° ano de medicina quando principiou a germinar a liberdade portuguesa, e em 1826 alistou-se voluntariamente no Corpo Militar Académico.
Em 1828, seguindo a sorte da divisão leal a causa real, emigrou para a Espanha pela Galiza até Catalunha, de onde passou para Plymouth, sendo ali um dos aquartelados do famoso Barracão de Plymouth.
De Regresso à ilha Terceira na galera americana James Crowper, desembarcando com mais trezentos companheiros em 13 de fevereiro de 1829, fazendo parte das três companhias de voluntários, das quais a primeira, em que foi colocado, era composta exclusivamente dos emigrados académicos.
Em 11 de agosto de 1829, achou-se no teatro de guerra, na então Vila da Praia, onde foi ainda convalescente, conduzir munições e petrechos de campanha.
Por decreto da regência de 14 de julho de 1830, e depois de previamente examinado no hospital militar, por três facultativos, foi-lhe concedida a faculdade para exercer clínica, não obstante faltar-lhe ainda o acto da formatura.
Em 1832, aceitou o cargo de médico da legião de guardas nacionais, que se organizou nesta ilha, sob o comando de Teotónio Simão Paim de Ornelas Bruges, lugar que exerceu até 1833, passando em seguida a exercer os lugares de médico municipal e de médico do hospital civil.
Em 20 de Abril de 1836 transferiu a sua residência para a Vila da Praia da Vitória, onde foi exercer os mesmos lugares que exercia em Angra do Heroísmo, e onde se demorou até ao terramoto de 15 de junho de 1841, que ficou conhecido na história como a Caída da Praia.
Partindo para Coimbra onde foi fazer acto de formatura, voltou para a ilha Terceira em 15 de fevereiro de 1844, sendo nomeado guarda mor de saúde do porto de Angra do Heroísmo, cargo que exerceu até à sua morte em 1877.
Exerceu vários cargos públicos, tais como juiz, vereador e presidente da Câmara Municipal da Praia da Vitória, conselheiro de distrito, procurador à Junta Geral, membro de várias comissões, das quais a que mais se ufanava de pertencer era à de Socorros aos bravos do Mindelo, da qual morreu presidente.
Era sócio da Academia das Ciências de Lisboa e condecorado com a medalha n.° 9 das campanhas da liberdade.